# Higher Than the Sun
Higher Than the Sun is de derde single van de Vlaamse zangeres Natalia en werd vanaf 23 februari 2004 uitgebracht in België. Het nummer verscheen later in 2004 op Natalia's debuutalbum This Time (versie 2). In februari 2004 nam Natalia met dit nummer tevens deel aan de preselecties van Eurosong 2004. Ze eindigde nipt op de tweede plaats, maar Higher Than the Sun bleek het achteraf bijzonder goed te doen in de charts.

## Hitnotering
| "Higher Than the Sun" in de Vlaamse Ultratop 50 - binnen: 28-02-2004 | "Higher Than the Sun" in de Vlaamse Ultratop 50 - binnen: 28-02-2004 | "Higher Than the Sun" in de Vlaamse Ultratop 50 - binnen: 28-02-2004 | "Higher Than the Sun" in de Vlaamse Ultratop 50 - binnen: 28-02-2004 | "Higher Than the Sun" in de Vlaamse Ultratop 50 - binnen: 28-02-2004 | "Higher Than the Sun" in de Vlaamse Ultratop 50 - binnen: 28-02-2004 | "Higher Than the Sun" in de Vlaamse Ultratop 50 - binnen: 28-02-2004 | "Higher Than the Sun" in de Vlaamse Ultratop 50 - binnen: 28-02-2004 | "Higher Than the Sun" in de Vlaamse Ultratop 50 - binnen: 28-02-2004 | "Higher Than the Sun" in de Vlaamse Ultratop 50 - binnen: 28-02-2004 | "Higher Than the Sun" in de Vlaamse Ultratop 50 - binnen: 28-02-2004 | "Higher Than the Sun" in de Vlaamse Ultratop 50 - binnen: 28-02-2004 | "Higher Than the Sun" in de Vlaamse Ultratop 50 - binnen: 28-02-2004 | "Higher Than the Sun" in de Vlaamse Ultratop 50 - binnen: 28-02-2004 | "Higher Than the Sun" in de Vlaamse Ultratop 50 - binnen: 28-02-2004 | "Higher Than the Sun" in de Vlaamse Ultratop 50 - binnen: 28-02-2004 |
| Week                                                                 | 1                                                                    | 2                                                                    | 3                                                                    | 4                                                                    | 5                                                                    | 6                                                                    | 7                                                                    | 8                                                                    | 9                                                                    | 10                                                                   | 11                                                                   | 12                                                                   | 13                                                                   | 14                                                                   |                                                                      |
| -------------------------------------------------------------------- | -------------------------------------------------------------------- | -------------------------------------------------------------------- | -------------------------------------------------------------------- | -------------------------------------------------------------------- | -------------------------------------------------------------------- | -------------------------------------------------------------------- | -------------------------------------------------------------------- | -------------------------------------------------------------------- | -------------------------------------------------------------------- | -------------------------------------------------------------------- | -------------------------------------------------------------------- | -------------------------------------------------------------------- | -------------------------------------------------------------------- | -------------------------------------------------------------------- | -------------------------------------------------------------------- |
| Nummer                                                               | 25                                                                   | 2                                                                    | 2                                                                    | 2                                                                    | 4                                                                    | 6                                                                    | 8                                                                    | 10                                                                   | 13                                                                   | 19                                                                   | 25                                                                   | 23                                                                   | 32                                                                   | 40                                                                   | uit                                                                  |

## Trivia
- Tijdens de preselecties van Eurosong 2004 eindigde het nummer op de tweede plaats.